# Отто, Адольф Вильгельм
Адольф Вильгельм Отто (3 августа 1786, Грайфсвальд, Западная Померания — 14 января 1845, Бреслау) — немецкий медик, анатом, педагог. Доктор наук. Иностранный член Шведской королевской академии наук с 1831 года. Член Туринской академии наук.
Член Леопольдины.

## Биография
Образование получил в университете Грайфсвальда.
В 1808 году защитил докторскую диссертацию по медицине в Университет Грайфсвальда, работал прозектором и врачом в клинике Карла Августа Вильгельма Берендса при Университете Франкфурта-на-Одере . Позже продолжил своё образование, совершил поездку по Германии, Нидерландам и Франции, где изучал сравнительную анатомию с Жоржем Кювье. В 1813 году стал профессором анатомии и директором анатомического музея в Университете Бреслау. Ректор университета в 1838-1839 годах.

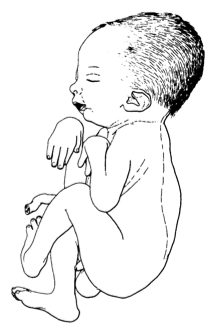
Иллюстрация младенца с Артрогрипозом из Книги Monstrorum sexcentorum anatomica

Отто специализировался в области тератологии и провёл обширные исследования, касающиеся причин, развития и классификации врожденных пороков развития растений и животных. В 1841 году опубликовал популярный атлас тератологии под названием Monstrorum sexcentorum descriptio anatomica (600 анатомических описаний монстров). Опубликовал статьи в нескольких журналах, был сотрудником Карла Густава Каруса Erläuterungstafeln zur vergleichenden Anatomie. Он также написал «Conspectus animalium quorundam maritimorum» (диссертация, Vratislaviae: 1-20) и многие другие научные статьи, в которых описал морских животных.
Описал заболевание тазобедренного сустава, известное сегодня под названием болезни Отто-Хробака.
За заслуги перед наукой его именем назван вид морской улитки, морского брюхоногого моллюска семейства Eucyclidae – Calliotropis ottoi (1844).